# 5e brigade d'infanterie (Royaume-Uni)
La 5e brigade d'infanterie était une brigade d'infanterie régulière de l'armée britannique qui existait avant la Première Guerre mondiale, à l'exception d'une courte pause à la fin des années 1970, jusqu'à ce qu'elle fusionne avec la 24e brigade aérienne, en 1999, pour former la 16e Brigade d'assaut aérien. 

## Histoire
Pendant la guerre des Boers, la 5e brigade d'infanterie, connue sous le nom de brigade irlandaise, a participé à la bataille de Colenso sous le commandement du général de division Arthur Fitzroy Hart. Elle se composait du 1er Royal Dublin Fusiliers, du 1er Inniskilling Fusiliers, du 1er Connaught Rangers et du 1er Border Regiment. 
Après la fin de la guerre des Boers en 1902, l'armée a été restructurée et une 3e division d'infanterie a été établie de façon permanente à Bordon dans le cadre du 1er corps d'armée, comprenant les 5e et 6e brigades d'infanterie . 
La brigade faisait partie de la 2e Division d'infanterie pendant la Première Guerre mondiale et a été l'une des premières unités britanniques à être envoyée à l'étranger lors du déclenchement de la guerre. La brigade est devenue une partie du corps expéditionnaire britannique et a été engagée dans des actions sur le front occidental lors de la bataille de Mons et de la grande retraite qui a suivi et lors de la première bataille d'Ypres, qui a vu l'ancienne armée régulière pratiquement détruite. 
Pendant la Seconde Guerre mondiale, la 5e brigade fait de nouveau partie de la 2e division d'infanterie et est envoyée en France en 1939 peu après le début de la guerre, où elle rejoint le corps expéditionnaire britannique. Elle a servi à la frontière franco-belge jusqu'en mai 1940, date à laquelle elle a été évacuée à Dunkerque après avoir combattu dans les batailles courtes mais féroces de France et de Belgique au cours desquelles l'armée allemande presque entièrement séparé le corps expéditionnaire britannique de l'armée française. Avec la division, la brigade est restée en Grande-Bretagne sur la défense intérieure jusqu'au 10 avril 1942, lorsqu'elle a été envoyée en Inde pour combattre l'armée impériale japonaise après une série de catastrophes subies par les troupes britanniques et indiennes stationnées là-bas. La 5e brigade a servi avec la 2e division d'infanterie dans la campagne de Birmanie sous le commandement de la quatorzième armée britannique du général Slim et a participé à la bataille de Kohima, qui a réussi à inverser le cours de la campagne en Extrême-Orient. 

### Ordre de bataille de la Première Guerre mondiale
La brigade faisait partie de la 2e division d'infanterie. La brigade a commandé les unités suivantes pendant la Première Guerre mondiale: 
- 2e Bataillon, Worcestershire Regiment (transféré à la 33e Division le 15 décembre 1915)
- 2e Bataillon, Oxfordshire et Buckinghamshire Light Infantry
- 2e Bataillon, Highland Light Infantry
- 2e Bataillon, Connaught Rangers (transféré à la 3e Division (Lahore) le 26 novembre 1914)
- 1 / 9th Battalion, (Glasgow Highlanders), Highland Light Infantry (novembre 1914 à janvier 1916 )
- 2e Bataillon, Royal Inniskilling Fusiliers (janvier à juillet 1915)
- 1er Bataillon, Queen's (Royal West Surrey Regiment) (juillet à décembre 1915)
- 1 / 7e Bataillon, King's (Liverpool Regiment) (septembre à novembre 1915)
- 17e (Service) Battalion (Empire), Royal Fusiliers (City of London Regiment ) (décembre 1915 à février 1918 )
- 24th (Service) Battalion (2nd Sportsman's), Royal Fusiliers (City of London Regiment) (à partir de décembre 1915)
- 5e compagnie de mitrailleuses (du 1er janvier 1916 au 4 mars 1918)
- 5e batterie de mortier de tranchée (à partir de mars 1916)

### Ordre de bataille de la Seconde Guerre mondiale
La brigade a commandé les unités suivantes pendant la Seconde Guerre mondiale: 
- 2e Bataillon, Royal Warwickshire Regiment (jusqu'au 5 février 1940)
- 2e Bataillon, Dorsetshire Regiment
- 1er Bataillon, Queen's Own Cameron Highlanders
- 7e Bataillon, Worcestershire Regiment (à partir du 5 février 1940)

### Commandants
Les commandants notables ont été: 
- c1938-1941 Brigadier GI Gartlan
- 1941-1942 Brigadier JRT Aldous
- 1942-1944 Brigadier VFS Hawkins
- 1944-1945 Brigadier MM Alston-Roberts-West

### Après 1945
Après la guerre, elle fait partie de la Force d'occupation du Commonwealth britannique au Japon, puis de l'Armée britannique du Rhin jusqu'en 1964, lorsque la brigade est libérée pour renforcer la réserve stratégique. Elle est arrivée à Bornéo en octobre 1965 pour prendre le contrôle du secteur du Mid West lors de la confrontation Indonésie-Malaisie, mais en 1968, elle rentre au Royaume-Uni dans le cadre de la 3e Division d'infanterie. Elle fait un tour en Irlande du Nord au début des Troubles. Au début des années 1980, le concept de force de campagne a été abandonné au profit des brigades traditionnelles. La 5e brigade d'infanterie a été réformée à Aldershot en janvier 1982 sous la nouvelle désignation de 8e force de campagne (Field Force). La Brigade était composée des anciens éléments de la Force de contingence de parachutistes (PCF) de la 6e Force de campagne (qui est devenue la 1re Brigade d'infanterie), du 2 PARA de l'époque, ainsi que d'un deuxième bataillon de parachutistes de la 8e Force de campagne (3 PARA). 

#### Guerre des Malouines
La Brigade a été envoyée aux Malouines en 1982 en tant que force d'accompagnement de la 3e Brigade de commandos. Ses deux bataillons parachutistes lui ayant été retirés pour renforcer la 3e Brigade de commandos, elle est complétée à la hâte avec deux bataillons de gardes retirés des fonctions de représentation à Londres ainsi que du 63e Escadron de la RAF (basé à Gutersloh, en Allemagne) pour fournir initialement une défense aérienne à courte portée supplémentaire (SHORAD) pour les forces terrestres débarquant à San Carlos. L'ordre de bataille final comprenait: 
- 1er Bataillon, Welsh Guards
- 2e Bataillon, Scots Guards
- 1er Bataillon, 7e duc d'Edinburgh's Own Gurkha Rifles
- 4e régiment, artillerie royale
- 1 unité des Blues et Royals
- 63e escadron Régiment RAF (SHO Range Air Defence SHORAD) [note 1]

#### 5ebrigade aéroportée
Après la guerre des Malouines, il a été converti en 5e Brigade aéroportée. La brigade comprenait les deux bataillons du régiment de parachutistes, ainsi que des éléments de soutien supplémentaires et un petit QG de brigade déployable en parachute. Le 7th Parachute Regiment RHA est revenu d'Allemagne et a été converti en unité aéroportée et rattaché à la brigade. Un bataillon logistique de brigade a été formé. L'ordre de bataille de la 5e Brigade aéroportée était le suivant: 
- État major de la 5e Brigade aéroportée
- 89 Section de renseignement (Airborne ou Abn), Corps du renseignement
- Section de liaison no 1 de la Force aérienne
- 2x bataillons de parachutistes
- 1x bataillon d'infanterie
- 1x bataillon Gurkha
- 1x Régiment de reconnaissance blindé Life Guards / The Blues & Royals
- 4e Régiment d'artillerie royale de campagne (1977 - 1983)
- 7e Régiment de parachutistes Royal Horse Artillery (1984 - TBA)
- Corps royal de sapeurs
- 36 Régiment du génie Royal Engineers
  - 9 Para Squadron RE
  - 20 Sqn RE
  - 50 Escadrille de génie travaux RE
  - 61 Escadron de soutien sur le terrain RE
- 216 (Parachute) Signaux royaux de l'escadron des transmissions
  - Det 224 Signal Sqn Royal Signals
- 658 unité aérienne de l'aviation de l'Armée de terre
- 23e Parachute Field Ambulance Royal Army Medical Corps
- 160 Provost Company Royal Military Police
- 613 Tactical Air Control Party (Parachute) RAF Regt
- 614 Tactical Air Control Party (Parachute) RAF Regt
- Bataillon logistique 
  - 63e Escadron Abn Corps royal des transports / Royal Logistic Corps
  - 82 Abn Ordnance Company Royal Army Ordnance Corps / Royal Logistic Corps
  - 10 Abn Workshop Royal Electrical & Mechanical Engineers
- Renforts de l'armée territoriale 
  - 4 Para (V) - HQ Pudsey
  - 10 Para (V) - HQ London
  - 15 Para (SV) - HQ Glasgow
  - 210 (V) Sgn Royal Corps of Transport / Royal Logistics Corps
  - 163 Provost Company (V) Police militaire royale
  - 144 Para Field Ambulance (V) - HQ London

Le 1er septembre 1999, la brigade a fusionné avec la 24e Brigade aérienne pour produire la 16e Brigade d'assaut par air